# Emmelie Konradsson
Emmelie Konradsson, nascida em 1989, é uma futebolista sueca, que atua como média.

Atualmente (2013), joga pelo  Umeå IK .

## Clubes
- Umeå IK